# Abril (película)
Aprile (en español Abril) es una película de 1998 escrita, dirigida y protagonizada por el director, guionista y actor italiano Nanni Moretti.
Fue presentada a concurso en el 51° Festival de Cine de Cannes.
Aprile ocupó el puesto 31 entre las 100 películas más taquilleras de la temporada de cine italiano 1997-1998. 

## Trama
La película comienza con el discurso de Emilio Fede en TG4, noticiario de Rete 4 del canal de televisión Mediaset,  para anunciar la victoria de Silvio Berlusconi en las elecciones políticas de 1994 . Nanni Moretti está desconcertado por la victoria de la derecha y piensa en hacer un documental sobre la figura de Berlusconi y el conflicto de intereses. Sin embargo, el proyecto se archivará para dar cabida a un musical .
Pero en 1996 habrá elecciones políticas anticipadas y Moretti (que entretanto había suspendido indefinidamente el musical por falta de ideas) replantea su proyecto de película política.
Al mismo tiempo su esposa le reveló que estaba embarazada y desde ese momento la vida de Moretti se dividió entre el trabajo en el documental y su hijo nacido el 18 de abril a quien dedicó mucho tiempo. En su nuevo papel de padre se encuentra con considerables dificultades profesionales y, sobre todo, personales. El documental no se realizará a tiempo, por lo que Moretti abandona el proyecto (también por la victoria de la izquierda) y se dedica nuevamente al musical.
Moretti se interpreta de nuevo a sí mismo, en las fechas del nacimiento de su hijo y de las vísperas de la victoria electoral de la coalición de centro-izquierda liderada por Romano Prodi. En un momento determinado Moretti ve por televisión un debate entre los principales líderes políticos en vísperas de las elecciones legislativas de abril de 1996, exasperado ante la moderación del líder izquierdista italiano Massimo D'Alema frente al discurso de Silvio Berlusconi, le solicita "D'Alema, di algo de izquierdas".

## Producción
La película se rodó principalmente en Roma con algunas escenas filmadas en Milán, Venecia y Brindisi. 

## Reconocimientos
- 1998 - Ciak d'oro
  - Mejor actor de reparto para Silvio Orlando
  - Mejor cartel
- 1998 - David de Donatello
  - Mejor actor de reparto para Silvio Orlando
  - Nominación a mejor película
  - Nominación al mejor actor protagonista para Nanni Moretti
  - La nominación al mejor sonido es para Alessandro Zanon
- 1998 - Festival de Cine de Cannes
  - Compitiendo por la Palma de Oro
- 1999 - Cinta de plata
  - Nominación al mejor director de cine para Nanni Moretti
  - Nominación a mejor actor de reparto para Silvio Orlando
- 1999 - Premio Goya
  - Nominación a mejor película europea

## Citas
- Se mencionan varias películas contemporáneas del período descrito, como Heat, Casino, Sospechosos habituales y, en particular, Strange Days de Kathryn Bigelow, definida por Moretti como "una mierda memorable".
- La idea de un musical protagonizado por un pastelero trotskista ya había sido mencionada por el director en el episodio En Vespa de su película Querido diario (1993).